# جايسون إليس
جايسون إليس (بالإنجليزية: Jason Ellis)‏ (و. 1982  م) هو لاعب كرة السلة، من الولايات المتحدة، ولد في كينت، واشنطن، يلعب كلاعب هجوم قوي الجسم.

## التعليم
تعلم في Kentridge High School ‏.

## روابط خارجية
- جايسون إليس على موقع الدوري الأوروبي لكرة السلة (الإنجليزية)
- جايسون إليس على موقع كرة السلة الأوروبية.كوم (الإنجليزية)
- جايسون إليس على موقع كلية كرة السلة في سبورتس رفرنس.كوم (الإنجليزية)
- جايسون إليس على موقع ريلجم (الإنجليزية)
- جايسون إليس على موقع سبورتس رفرنس (الإنجليزية)
- جايسون إليس على موقع سبورتس رفرنس (الإنجليزية)